# Svartkronad blåsmyg
Svartkronad blåsmyg (Chenorhamphus campbelli) är en fågel i familjen blåsmygar inom ordningen tättingar.

## Utbredning och systematik
Den förekommer enbart på sydöstra Nya Guinea, utmed mitten av Strickland River och området kring Mount Bosavi. Tidigare betraktades den som en underart till brednäbbad blåsmyg (C. grayi). 

## Status
IUCN behandlar den inte som egen art, varför den inte placeras i någon hotkategori.

## Namn
Fågelns vetenskapliga artnamn hedrar den skotske ornitologen Robert Watt Campbell. Tidigare kallades den campbellblåsmyg även på svenska, men justerades 2023 till ett enklare och mer informativt namn av BirdLife Sveriges taxonomikommitté.